# Bahía de Pärnu
La bahía de Pärnu —en estonio: Pärnu laht— es una bahía situada en la parte noreste del golfo de Livonia —golfo de Riga—, en el sur de Estonia.

## Geografía
Tiene una superficie de 411 km². La profundidad máxima en la boca de la bahía es de 12 m. Las orillas son bajas, arenosas en algunos lugares. La salinidad del agua en la bahía varía entre 0 y 0,8 ppm en primavera y puede alcanzar hasta 5,5 ppm en otoño.
Varios ríos desembocan en el golfo, siendo el más grande el río Pärnu. La bahía también es la zona de pesca costera más importante de Estonia.